# Uralaphorura schilovi
Uralaphorura schilovi är en urinsektsart som först beskrevs av Olga M. Martynova 1976.  Uralaphorura schilovi ingår i släktet Uralaphorura, och familjen blekhoppstjärtar. Arten är reproducerande i Sverige.